# Buen kulturhus
Buen kulturhus är ett kulturhus i Mandal i Agder fylke i Norge, som öppnades 2012. Det ritades av 3XN. 
I byggnaden finns bibliotek, konstgalleri, biografsalar, teater- och dansscener och konsertsal samt en kulturskola. På husets östra sida är taket täckt med torv. 
En gångbro byggdes över Mandalselva mellan Mandals centrum och kulturhuset.
Flytande i Mandalselva ligger skulpturen Denne rogna klekkes snart, eller Blåsa som den kallas lokalt, ett konstverk föreställande ett laxägg av Maria Koolen Hellmin.

## Bildgalleri

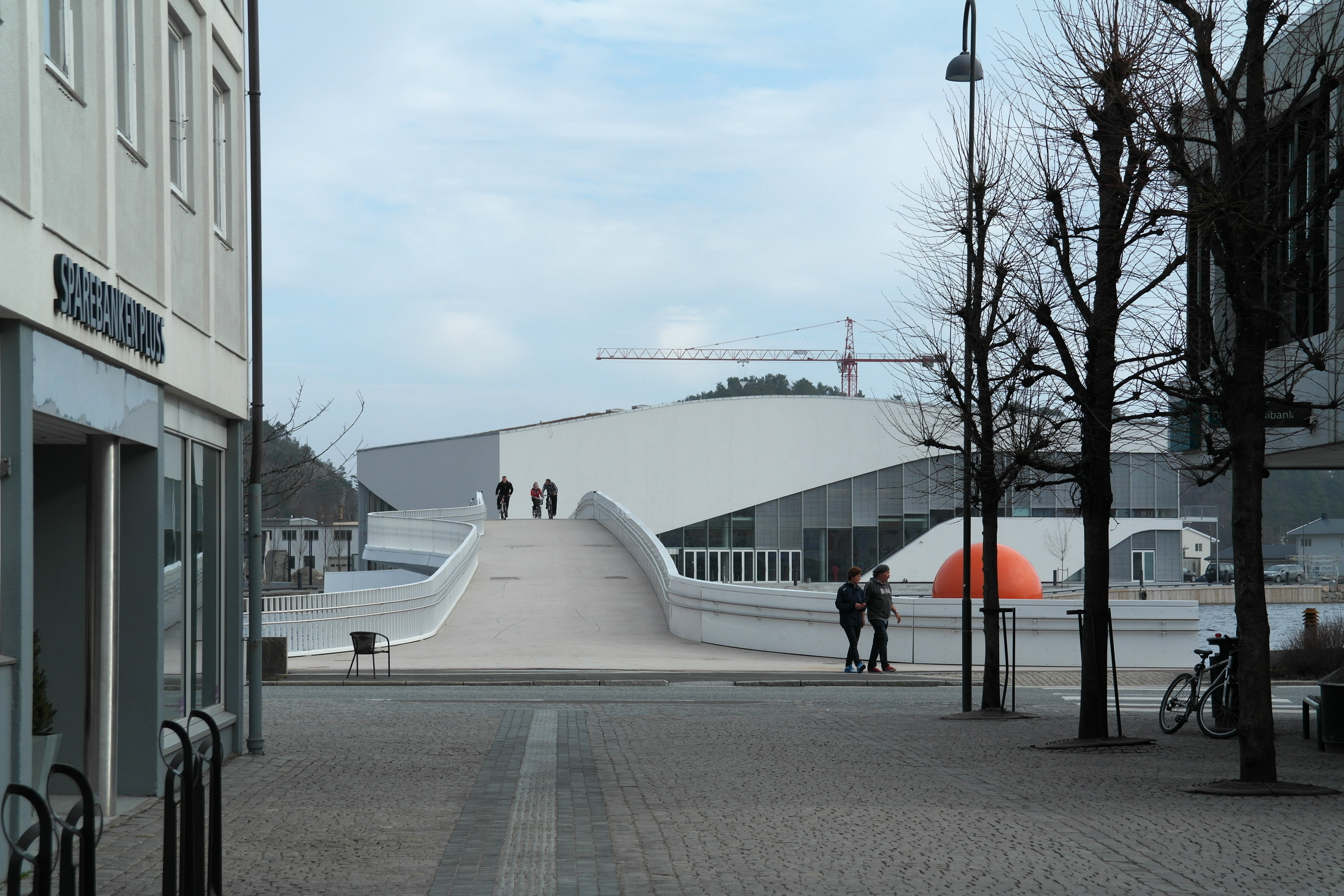
Gångbron över Mandalselva
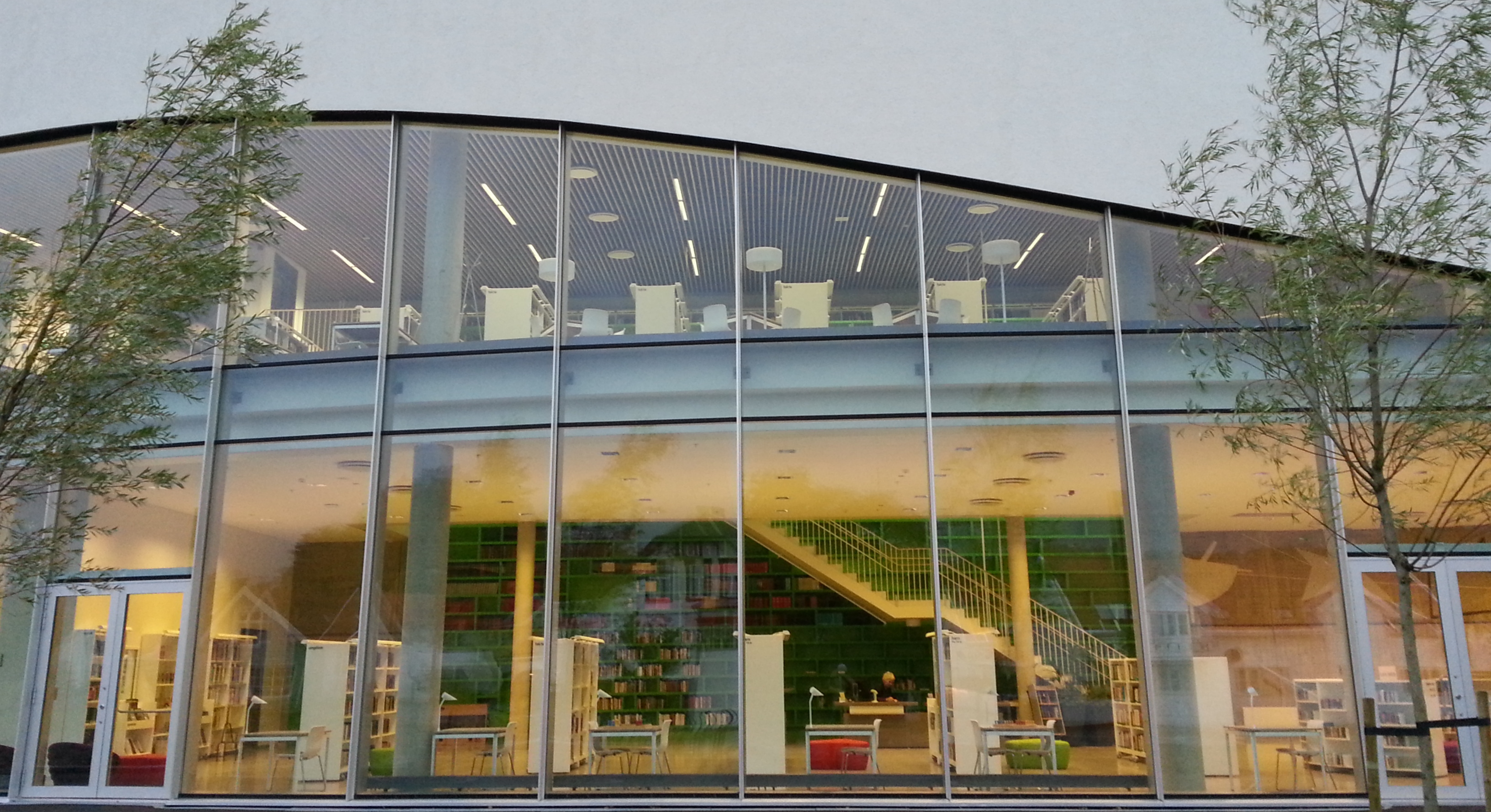
Mandals bibliotek
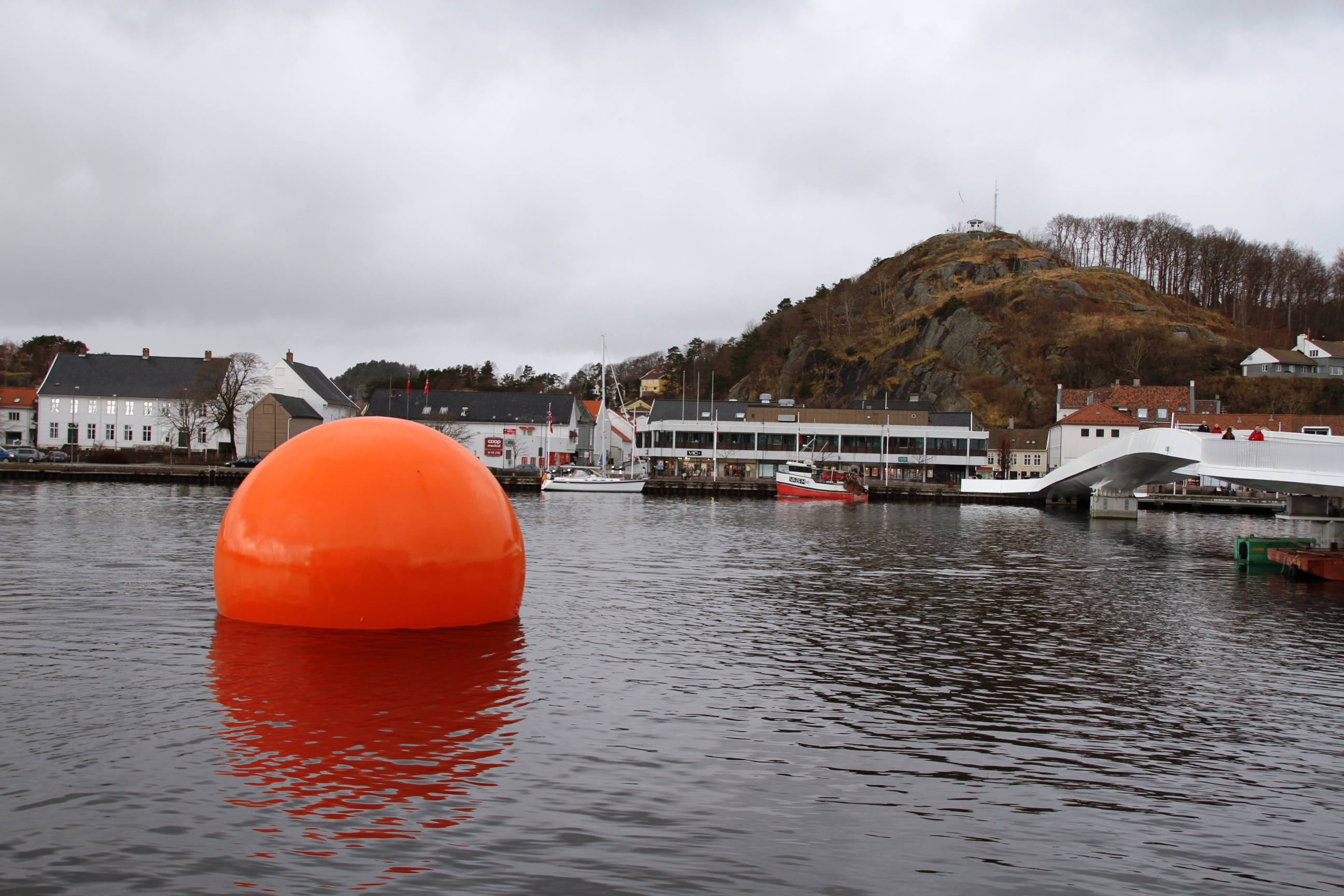
Skulpturen Denne rogna klekkes snart